# Pseuderianthus
Pseuderianthus is een geslacht van rechtvleugeligen uit de familie Chorotypidae. De wetenschappelijke naam van dit geslacht is voor het eerst geldig gepubliceerd in 1975 door Descamps.

## Soorten
Het geslacht Pseuderianthus omvat de volgende soorten:
- Pseuderianthus acuticeps Descamps, 1975
- Pseuderianthus bakeri Bolívar, 1930
- Pseuderianthus circularis Descamps, 1975
- Pseuderianthus erectus Karsch, 1889
- Pseuderianthus fastigiatus Descamps, 1975